# Herbert Steffen

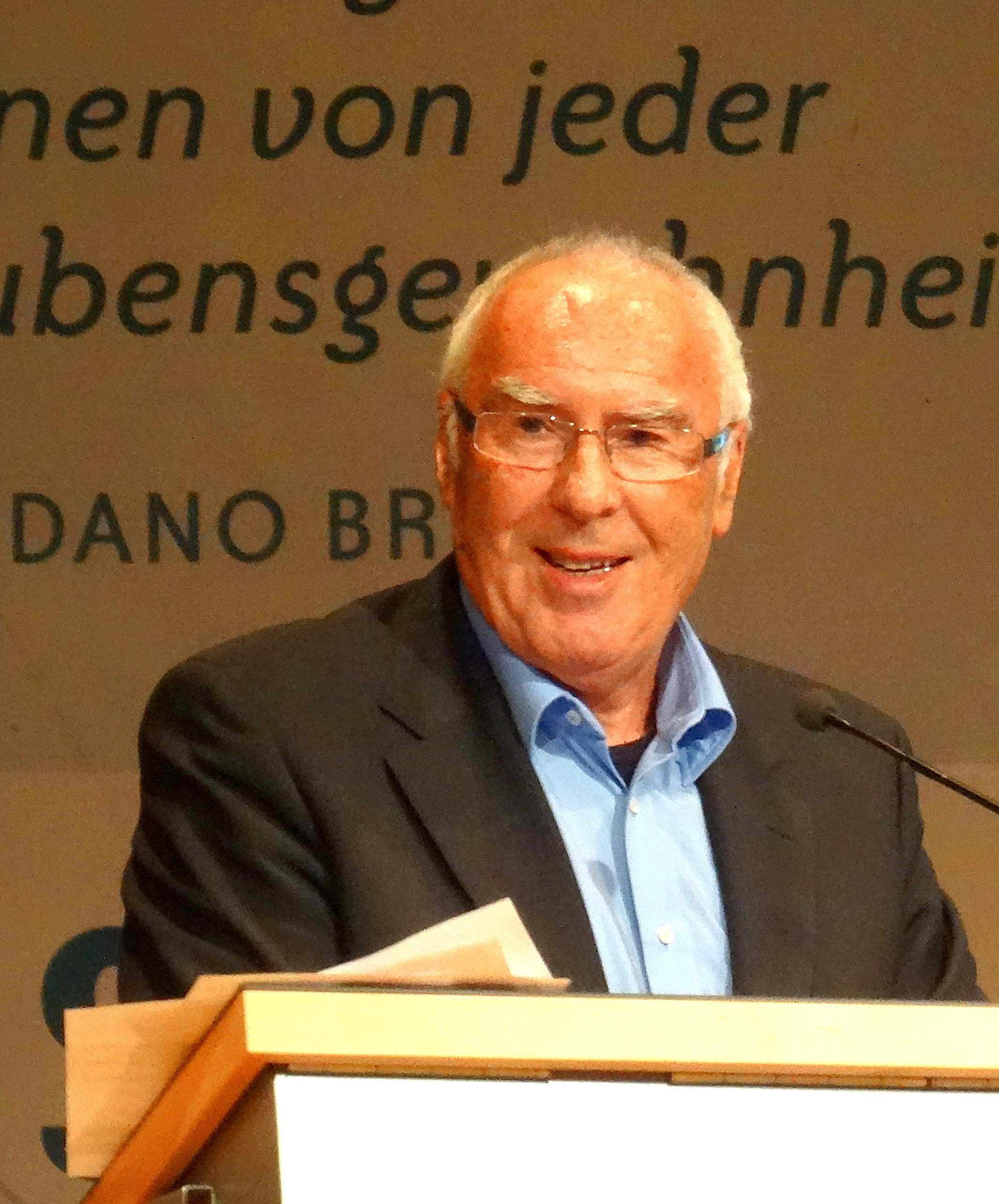
Herbert Steffen 2014 en Frankfurt-am-Main.

Herbert Steffen (* 18 de octubre de 1934 en Mastershausen en Hunsrück) es el fundador y presidente de la Fundación Giordano Bruno (FGB), aunque empezó su carrera laboral como fabricante e industrial de muebles.

## Vida
Steffen asistió durante nueve años al internado episcopal Albertinum de Gerolstein en la Eifel entre 1947 y 1957. Posteriormente, decidió matricularse en el seminario a haberse inscrito para cursar estudios de administración de empresas en la Universidad de Colonia. Finalmente completó un diplomado en comercio.
En 1969 asumió la dirección de la empresa familiar Steffen Möbel situada en Mastershausen, especilizando la empresa en muebles de dormitorio. En 1973, introdujo la participación en los beneficios de la empresa para los empleados. En 1990, la empresa salió a bolsa como Steffen AG. En su apogeo, el Grupo Steffen contó con 2.000 empleados. Durante varios años, Steffen fue presidente de la Asociación de la Industria de la Madera y el Plástico de Renania-Palatinado y miembro de varios comités de la Asociación de la Industria Alemana del Mueble y del consejo asesor de ferias de la "Feria de Colonia" (kölnmesse). Entre 1985 y 1986 fue miembro del consejo de administración de la Stiftung wissenschaftliche Hochschule für Unternehmensführung ('Fundación para una escuela científica de gestión'). A finales de los años 1990, Steffen dejó la gestión de la Steffen AG. Fue adquirida en 2009 por Rauch Möbelwerken con su centro de producción en Mastershausen.
Está casado con Ingrid Steffen-Binot y tiene hijos mayores.

### Compromiso social
Herbert Steffen llegó a ser miembro del consejo diocesano de la diócesis de Tréveris, sin embargo, dejó la iglesia a mediados de los 1980. En el curso de una exposición sobre abusos sexuales en la iglesia, Steffen habló sobre las condiciones en el internado Albertinum de la diócesis de Tréveris, y apoyó a la imputación de cargos penales contra delincuentes sexuales en la Iglesia en Alemania. Además promovió casos judiciales en favor de las víctimas de abusos por parte de religiosos, para ello apoyó económicamente las demandas de compensación y aclaración. La revista alemana Focus publicó que Steffen se había distanciado de la Iglesia Católica, tanto como parecía posible. Al hablar sobre su salida de la iglesia, dijo que, en retrospectiva, su había ganado enormemente en calidad de vida desde que había "tirado por la borda este lastre del alma de pecado, culpa y castigo" y que sentía que sólo se había convertido en un ser humano cuando se dio cuenta de que "mi situación de conflicto había sido conjurada artificialmente por la iglesia. Eso me liberó de repente".
Tras descubrir la obra de Karlheinz Deschner, muy crítica con la iglesia católica, se convirtió en su mecenas. Desde el cuarto volumen publicado en 1994, Deschner le agradeció en cada uno de los siguientes volúmenes de la Kriminalgeschichte des Christentums su "ayuda desinteresada". Steffen también desarrolló una actividad filantrópica hacia un buen número de colectivos y organizaciones de orientación laico-humanista.

En 2004, fundó con Michael Schmidt-Salomon la Fundación Giordano Bruno (FGB), de orientación humanista, como un "think tank para el humanismo y la ilustración" - inicialmente dicha función tuvo su sede en Mastershausen, pero desde 2011 la sede estuvo en Haus Weitblick en Oberwesel. Steffen dijo sobre la motivación de su compromiso:
"No basta con criticar lo que está mal, hay que mostrar cómo se pueden hacer mejor las cosas"
. En los años siguientes, junto con la FGB, promovió y acompañó la fundación del Forschungsgruppe Weltanschauungen in Deutschland (FOWID), el servicio de prensa humanista (HPD), el Consejo Central de Ex-Musulmanes (Zentralrat der Ex-Muslime), el Instituto para el Derecho del Mundo. (IFW), la Ayuda Secular a los Refugiados (Säkulare Flüchtlingshilfe) y el Instituto Hans-Albert (HAI).

## Miscelánea
En 2007, Spiegel calificó a la casa de Herbert Steffen como el "cuartel general de los infieles alemanes".
Streffen declaró a la revista Diesseits en 2014 que "La fuerza que antes invertía en mi amor por el Dios de la Biblia, ahora la invierto en las personas".

## Premios
- 1994: Orden del Mérito de la República Federal de Alemania de la República Federal de Alemania.
- 2012: Premio Ludwig Feuerbach del Bund für Geistesfreiheit Augsburgo.